# Parafia Matki Bożej Nieustającej Pomocy, św. Marii Magdaleny i św. Stanisława Biskupa w Poznaniu
Parafia pw. Matki Bożej Nieustającej Pomocy, św. Marii Magdaleny i św. Stanisława Biskupa w Poznaniu – parafia rzymskokatolicka znajdująca się w archidiecezji poznańskiej w dekanacie Poznań-Stare Miasto. Erygowana w XIII wieku jako parafia farna dla lewobrzeżnego miasta Poznania. Siedziba parafii mieści się przy ulicy Klasztornej.
Kościołem parafialnym parafii jest bazylika Matki Bożej Nieustającej Pomocy, św. Marii Magdaleny i św. Stanisława Biskupa w Poznaniu. Wcześniej była nim nieistniejąca kolegiata św. Marii Magdaleny.

## Historia
Powołanie parafii związane było z lokacją nowego miasta na lewym brzegu Warty w 1253 roku. Dotychczasowy obszar podlegał w większości parafii św. Marcina (XI w.) oraz w mniejszej części parafii św. Gotarda (po 1135 r.). Nowa parafia objęła ścisłe granice lokowanego miasta. Teren pod budowę kościoła wyznaczono na południowy wschód od rynku. Świątynie konsekrowano zapewne w 1262 roku. W 1471 roku za zgodą kapituły katedralnej bp Andrzej z Bnina ustanowił kapitułę kolegiacką, a kościół miejski podniósł do godności kolegiaty. Uderzenie pioruna w 1773 roku spowodowało pożar, który zniszczył kościół kolegiacki. Prawa kościoła parafialnego przeniesiono w roku 1798 na stojący w sąsiedztwie kościół pojezuicki pw. św. Stanisława.  
Terytorium parafii nie uległo zmianom aż do XIX wieku, kiedy to przyłączono Garbary, Groblę, ul. Wszystkich Świętych oraz północną część Rynku Bernardyńskiego. W 1974 roku część parafii znalazła się w granicach nowoerygowanej przy kościele św. Franciszka Serafickiego. Kolejna zmiana granic miała miejsce w1979 roku w związku z powołaniem przy kościele pw. Wszystkich Świętych ośrodka duszpasterskiego, a później właściwej parafii.   
Od 1937 roku w kościele obecna jest całodzienna adoracja Najświętszego Sakramentu. W latach 1945–1956 kolegiata pełniła funkcje prokatedry. W 1952 roku za czasów posługi ks. Józefa Janego zainicjowano we farze kult Matki Bożej Nieustającej Pomocy. W 1961 roku abp Antoni Baraniak dokonał koronacji wizerunku Maryi. W 2010 roku papież Benedykt XVI uhonorował kościół tytułem bazyliki mniejszej. W parafii funkcjonuje także stały dyżur spowiedzi od 6:30 do 19:00.   

## Terytorium
- Poznań - ulice: Dominikańska, Garbary (nr. 26-81), Góra Przemysława (nr. 2-6), Gołębia, Jaskółcza, Klasztorna, Plac Kolegiacki, Kozia (bez nr. 11-14), Kramarska, 23 Lutego (nr. 40 i 42), Masztalarska (nr. 5, 5a, 8, 8a), Mokra, Mostowa (nr. 24-34), Paderewskiego (nr. 1-3/5, 11, 11a), Podgórna (nr. 9,11, 13, 13a, 19), Rynkowa, Sieroca (nr. 1-7), Ślusarska, Stary Rynek, Stawna, Strzelecka (nr. nieparzyste 1-13), Świętosławska, Szewska, Szkolna, Wielka, pl. Wiosny Ludów, Wrocławska, Wroniecka, Wodna, Woźna, Wszystkich Świętych, Za Bramką, Zamkowa (nr. 4-7a), Żydowska.

## Miejsca kultu

### Obecne
- Bazylika Matki Bożej Nieustającej Pomocy, św. Marii Magdaleny i św. Stanisława Biskupa w Poznaniu - kościół parafialny
- Kościół Najświętszej Krwi Pana Jezusa w Poznaniu - kościół rektoralny
- Kościół Najświętszego Serca Jezusowego i Matki Boskiej Pocieszenia w Poznaniu - kościół podominikański, obecnie jezuicki
- Kościół Najświętszej Marii Panny Wspomożycielki Wiernych w Poznaniu - kościół salezjanów

### Nieistniejące
- Kolegiata św. Marii Magdaleny w Poznaniu
- Kościół św. Gotarda w Poznaniu
- Kościół Karmelitanek Bosych w Poznaniu
- Kolegium jezuitów w Poznaniu

## Proboszczowie
- 1504-1506: Paweł Szydłowiecki,
- 1759-1764 Ludwik Lamparski - doktor obojga praw, kanonik katedralny
- 1764-1775 Stefan Rola Skrzebowski - archidiakon pszczewski, wikariusz generalny i oficjał poznański
- 1775-1797 Marcin Kotarbski - kanonik, scholastyk katedralny
- 1797-1832 ks. Marcin Hantusch (Hantusz)
- 1832-1852 ks. Stanisław Kinosowicz
- 1852-1864 ks. Wincenty Amman
- 1865-1895 ks. Walenty Zientkiewicz
- 1896-1935 ks. Antoni Stychel
- 1935-1940 ks. Paweł Steinmetz
- 1945-1975 ks. Józef Jany
- 1975-1994 ks. Bernard Czajka
- 1994-2013 ks. Wojciech Wolniewicz
- od 2013 ks. Mateusz Misiak - wcześniej proboszcz parafii pw. św. Rocha w Poznaniu